# Tiago Camilo

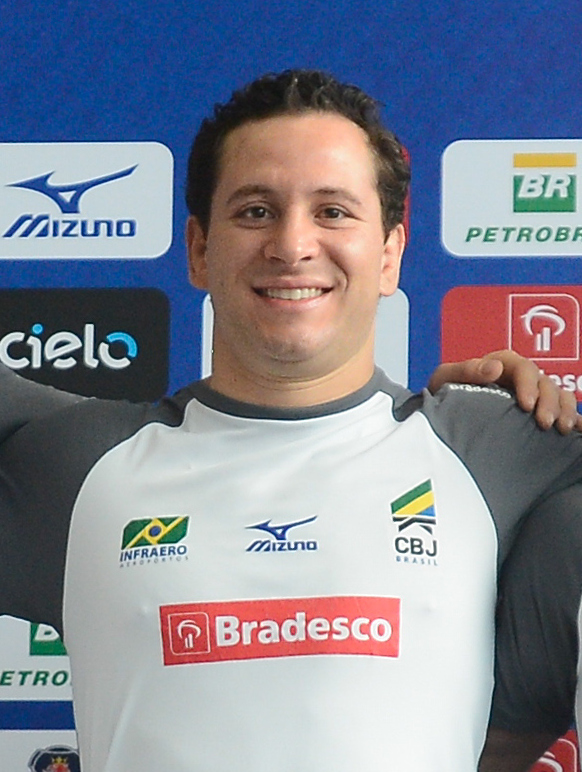
Tiago Camilo (2016)

Tiago Henrique de Oliveira Camilo (* 24. Mai 1982 in Tupã) ist ein brasilianischer Judoka, der zwei olympische Medaillen gewinnen konnte und 2007 Weltmeister wurde.
Camilo gewann 1998 zuerst die Jugendweltmeisterschaft in Moskau und drei Monate später die Juniorenweltmeisterschaft in Cali in der 66-Kilogramm-Klasse. 2000 belegte er beim Weltcupturnier in Paris den zweiten Platz in der Klasse bis 73 Kilogramm. Bei den Olympischen Spielen in Sydney erreichte er im September 2000 das Finale und unterlag dort dem Italiener Giuseppe Maddaloni.
Nach einer längeren Unterbrechung kehrte Camilo 2004 in die Weltklasse zurück, als er beim Super-Weltcup in Hamburg den zweiten Platz in der 81-Kilogramm-Klasse belegte. 2005 belegte er bei den Panamerikanischen Meisterschaften den zweiten Platz. 2007 siegte er bei den Panamerikanischen Meisterschaften in der 90-Kilogramm-Klasse, im Juli gewann er die Panamerikanischen Spiele in Rio de Janeiro. Zwei Monate darauf fand die Weltmeisterschaft ebenfalls in Rio de Janeiro statt, für die Titelkämpfe hungerte sich Camilo wieder in die Kategorie unter 81 Kilogramm herab und gewann in dieser Gewichtsklasse vor heimischem Publikum den Titel. Auch 2008 trat Camilo in der Klasse bis 81 Kilogramm an, er belegte beim Superweltcup in Hamburg den dritten Platz. Bei den Olympischen Spielen 2008 in Peking gelang ihm ebenfalls ein dritter Platz, acht Jahre nach seiner Silbermedaille war dies seine zweite olympische Medaille.
Der Olympiafünfte von London 2012 gewann 2015 zum dritten Mal nach 2007 und 2011 bei den Panamerikanischen Spielen in der Gewichtsklasse bis 90 kg.